# سی و نه
سی و نه (کره‌ای: 서른, 아홉; لاتین‌نویسی اصلاح‌شده: Seoreun, Ahop) یک مجموعهٔ تلویزیونی کره جنوبی به کارگردانی کیم سانگ-هو و با بازی سون یه-جین، جون می-دو و کیم جی هیون است. این مجموعه پیرامون زندگی، روابط دوستانه و عاشقانهٔ سه دوست می‌چرخد که اکنون در آستانهٔ ۴۰ سالگی هستند. این مجموعه از ۱۶ فوریه تا ۳۱ مارس ۲۰۲۲، چهارشنبه و پنج‌شنبه‌ها ساعت ۲۲:۳۰ (کی‌اس‌تی) از جی‌تی‌بی‌سی برای ۱۲ قسمت پخش شد. سی و نه همچنین برای استریم در نتفلیکس در دسترس است.

## بازیگران

### اصلی
- سون یه-جین در نقش چا می-جو، مدیر کلینیک دِرماتولوژی گانگنام.[۷]
  - شین سو-هیون در نقش جوانی چا می-جو[۸]
- جون می-دو در نقش جونگ چان-یونگ، یک معلم بازیگری.[۹]
  - ها سون-هو در نقش جوانی جونگ چان-یونگ[۱۰]
- کیم جی هیون در نقش جانگ جو-هی، مدیر لوازم آرایشی در یک فروشگاه بزرگ.[۱۱]
  - لی دا-یون در نقش جوانی جانگ جو-هی[۱۲]

## تولید

### بازیگران
در آوریل ۲۰۲۱، اعلام شد که سون یه-جین و جون می-دو در حال مذاکره برای حضور در سی و نه یک مینی‌سریال ۱۲ قسمتی به تهیه‌کنندگی لوته کالچر ورکس و جی‌تی‌بی‌سی استودیوز هستند. سون یه-جین حضور خود را در ژوئن ۲۰۲۱ تأیید کرد در حالیکه حضور جون می-دو و کیم جی-هیون در ماه اوت تأیید شد. سی و نه بازگشت سون یه-جین به جی‌تی‌بی‌سی پس از سه سال است و آخرین حضور او در مجموعهٔ تلویزیونی جی‌تی‌بی‌سی سال ۲۰۱۸، ماجرایی زیر باران بود.

### فیلم‌برداری
فیلم‌برداری در اوت ۲۰۲۱ پس از تکمیل شدن گروه بازیگران آغاز شد. در ۱۲ ژانویه ۲۰۲۲، تصاویر جلسهٔ رسمی فیلم‌نامه خوانی منتشر شد.